# Adimurti

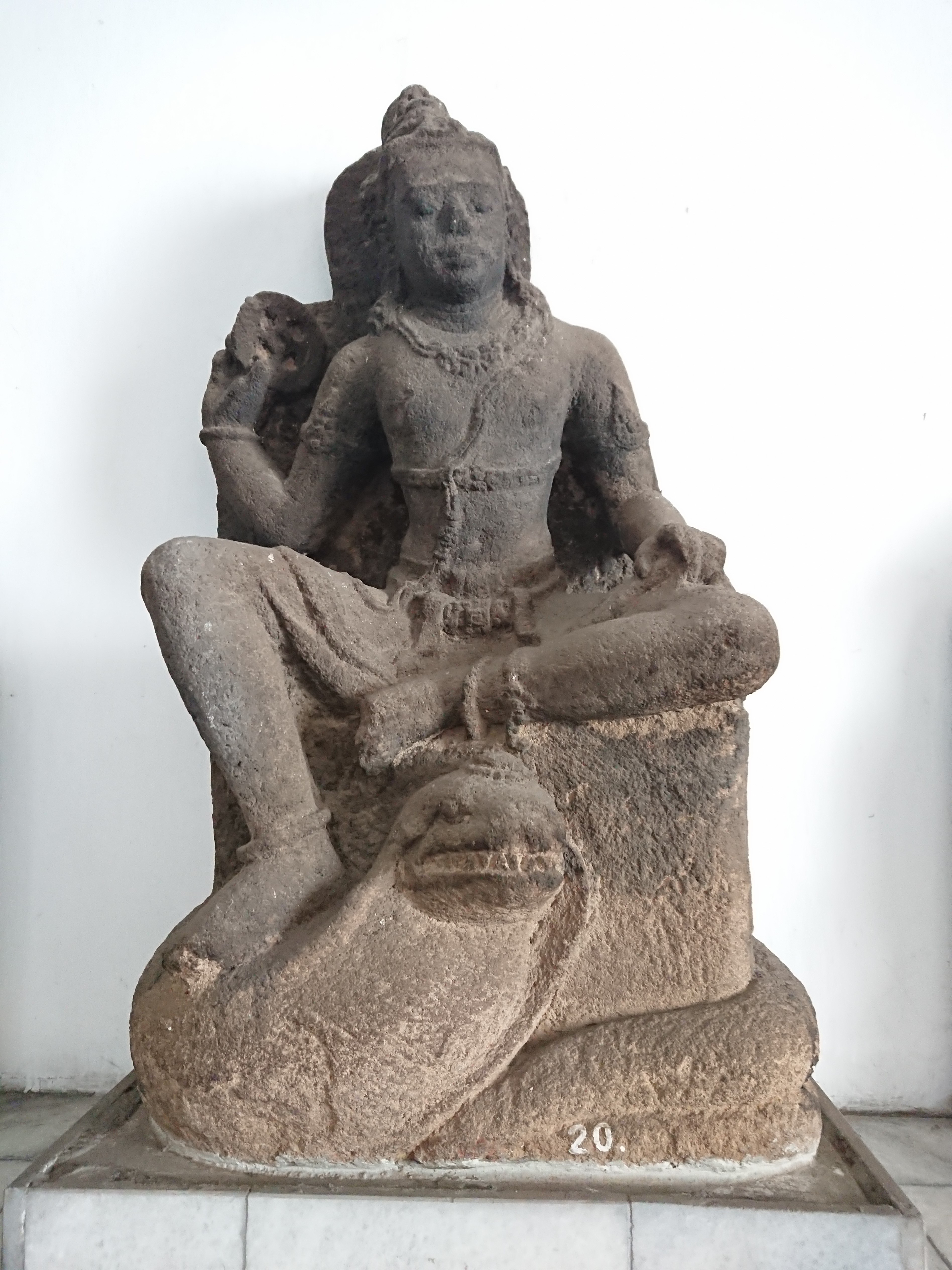
Chân dung Adimurti tại Bảo tàng quốc gia Indonesia, số 20

Trong Ấn Độ giáo, Adimurti (còn được gọi là A-địch-mục-nhĩ-đế (阿迪穆爾蒂)) là một trong những hiện thân của Tỳ-thấp-nô. Đạt-tháp-đặc-lý-á (Dattatreya; 達塔特里亞) cũng được gọi là Adimurti.